# Szergej Nyikolajevics Pancirev
Szergej Nyikolajevics Pancirev, oroszul: Сергей Николаевич Панцирев, angolul: Sergey Pantsirev (Moszkva, 1969. július 30. –) orosz költő, író, műfordító.

## Élete és munkássága
1969. július 30. Moszkvában született. A Moszkvai Energetikai Egyetem Informatikai karán diplomázott. Informatikusként és projektmenedzserként dolgozott, 2002-ben Orosz Nemzeti Internet Díjat kapott. Húsz éve foglalkozik irodalommal, lírai költészettel. Debütáló kötete a Reflexiók 1994-ben jelent meg Moszkvában. Későbbi műveit tartalmazó Jelenkor című kötetét 2004-ben adták ki Szentpéterváron. Műveit magyarra, lengyelre és angolra fordították.
Számos Vihar Judit és Mandics György verset fordított oroszra. Műfordítói minőségében részt vett a Századról századra bolgár költészeti antológiában. Versei és műfordításai szerepeltek Joszif Brodszkij a kortársak szemében című 2006-os antológiában, valamint az Akik nem felejtettek el című 2015-ös Joszif Brodszkij-emlékgyűjteményben.
2014 óta Budapesten él. 2017-ben adták ki könyvét a magyar borokról, magyar borászatról orosz nyelven az orosz közönség számára. 2021-ben Rövid hullámok címen publikálták Magyarországon kötetét, magyar és orosz nyelven.
2021-ben Szergej Pancirev verse részt vett az ELTE által szervezett Posztolj egy orosz verset akcióban. 2022-ben Magyarországot képviselte az UNESCO költészet világnapi fesztiválján Varsóban.
A Moszkvai Írószövetség és a Magyar PEN Club tagja.
Felesége Anna Vladi Pancireva festőművész.

## Magyarul
- Örömutazás, Vihar Judit versforditasai – Budapest: Napkút Kiadó Kft. 2023. – ISBN 978-615-6555-67-0
- Magyar Múzsa 28. sz. (2023 június), Válasz nélkül – Szergej Pancirev versei
- Rövid hullámok / Korotkije volni – Budapest: Irodalmi Jelen Könyvek, 2021. – ISBN 978-615-6285-07-2[8]
- Irodalmi Jelen 21. évf. 237. sz. (2021. július), A másikhoz – Szergej Pantsirev versei[13]
- Irodalmi Jelen 18. évf. 204. sz. (2018. október), versek[1]

## Kritikák
„Ez a súlyos költészet felölel különféle hagyományokat, alkalmaz és megújít versformákat, s idősíkokat elevenít meg az antiktól a máig. Taglalja az idő hozadékát, összehajlásait, filozófiai vonatkozásait <...> A versbeszélő metafizikai töprengései alkotják lírája gerincét: van-e örökkévalóság, átláthatunk-e, átjárhatunk-e halottainkhoz, mi történik és mi szűnik meg az elváláskor, legyen az földi eltávolodás személyek közt, vagy időzés a lét és nemlét közti cezúra állapotában.” – V. Gilbert Edit
„Szergej rendkívüli költő. Úgy fejleszti tovább az orosz nyelvet és irodalmi eszköztárat, hogy az meglepő. <...> Pancirev ír lánc-szonetteket, orosz haikukat, s teljesen furcsa rímtelen szonetteket.” – Mandics György
„Versei egy sokoldalú formaművészt, melankolikusan érzékeny alkotót, a világot a legapróbb rezdülésektől a kozmikus történésekig elmélyülten szemlélő költőt tártak elénk. A Kis repüléstan például rögtön közel enged a benső törékenységéhez: „Papírrepülőcske az én lelkem, / Hová visz el? Elhagyott vidékre? / Önműködő pilótája nincsen / S nem is tudja, milyen baj érne”. Képei plasztikusságáról árulkodik a Régi idők című verse: „A borús víz felett, mint tejes kelt tészták / Olyanok az emeletek.” S hogy a humor, a fanyar derű is milyen felszabadítóan hatja át a verseit, arra jó példa volt az Önértékelés, amelyben a „zseniség malasztját” fricskázza meg egy költői játékban.” – Laik Eszter